# Парихино (Тверская область)
Пари́хино — деревня в Ржевском районе Тверской области. Относится к сельскому поселению «Победа», до 2006 года центр Парихинского сельского округа.
Находится на левом берегу Волги (в 2 км от реки) в 28 километрах к северо-западу от города Ржева.

## История
Во второй половине XIX — начале XX века деревня Парихино относилась к Харинской волости Ржевского уезда Тверской губернии. По переписи 1920 года в деревне 35 дворов, 215 жителей.
В 1997 году в Парихино 77 хозяйств, 255 жителей. Администрация сельского округа, правление колхоза «Весна», механические мастерские, животноводческий комплекс, сушилка для зерна, пилорама, неполная средняя школа, детсад, ДК, библиотека, медпункт, отделение связи, магазин.

## Население
| 1859 | 1883 | 1920 | 1997 | 2002 | 2010 |
| ---- | ---- | ---- | ---- | ---- | ---- |
| 213  | ↘145 | ↗215 | ↗255 | ↘156 | ↘138 |